# S52 (Polen)
De S52 is een snelweg in Polen. De S52 moet op termijn de grens met Tsjechië (D48) verbinden met Krakau. Voor 2016 was het stuk van Bielsko-Biała via Cieszyn tot de Tsjechische grens onderdeel van de S1. Dit stuk werd herdoopt tot S52 toen de S1 werd omgeleid langs de S69. De S52 is 60 kilometer lang; de totale geplande lengte is 143 kilometer. Ook de noordelijke ringweg van Kraków over een lengte van 19 kilometer is als S52 genummerd. 
A1 · A2 · A4 · A6 · A8 · A18 · A50
S1 · S2 · S3 · S5 · S6 · S7 · S8 · S10 · S11 · S12 · S14 · S16 · S17 · S19 · S22 · S50 · S51 · S52 · S61 · S74 · S79 · S86